# سماد عشب بحري

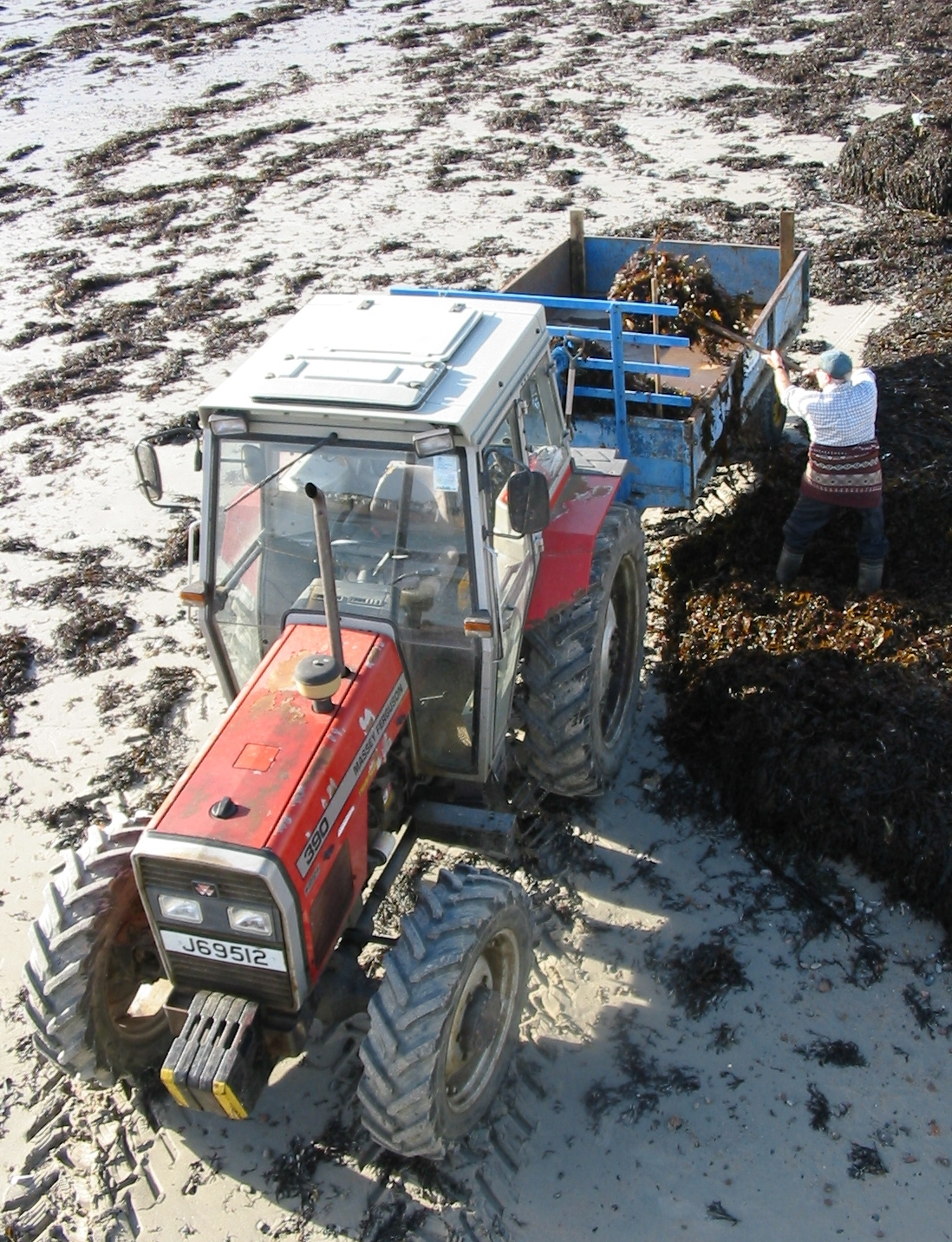
الاستصلاح في جزيرة جيرسي

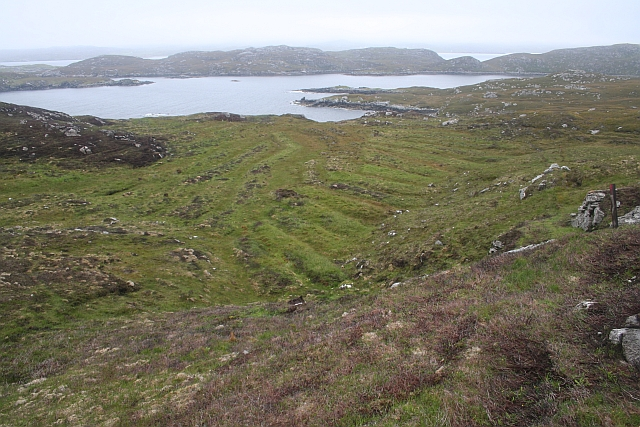
فيناجان سابق على جريت بيرنيرا، في أوتر هبرديس، تم تحسينها باستخدام سماد الأعشاب البحرية

إن سماد العشب البحري هو عشب بحري يتم تجميعه واستخدامه كسماد.
في جزر القنال، يعرف سماد العشب البحري باسم فرايك في لهجات النورمان، وهي الكلمة التي دخلت أيضا في اللغة الإنجليزية لجزيرة القناة، علما بأن نشاط جمع فرايك يُطلق عليه فرايكينغ. أما في اسكتلندا، يتم استخدامه كسماد في الأراضي الصالحة للزراعة أو الفيناغان. كذلك، يطلق ساكنو جزر فوكلاند اسم «كيلبرز» على هذا النوع من الأسمدة من وقت لآخر فيما يتعلق بجمع الأعشاب البحرية جزئيًا لهذا الغرض.
وقد ثبتت أهمية أكثر من 12000 صنف من الأعشاب البحرية في المحيط لتكون إضافة قيمة إلى الحديقة العضوية والتي من الممكن أن تكون متاحة بوفرة مجانًا لأولئك الذين يعيشون بالقرب من الساحل. ومع ذلك، ينبغي توخي الحذر عند جمع الأعشاب البحرية، لاسيما في المناطق التي هي عرضة للتلوث، على سبيل المثال في مناطق مجاري الأنهار (بما في ذلك مصبات الأنهار) الخاصة بالأنشطة الصناعية ويرجع السبب في ذلك إلى أن الأعشاب البحرية تعتبر عرضة للتلوث بسهولة شديدة. كما توجد أيضًا فروض قانونية متعلقة بجمع الأعشاب البحرية وهناك الكثير من المخاوف بصدد الاستدامة
وتوجد مشكلة خاصة بالأعشاب البحرية ربما تكون أقل خطورة تكمن في احتوائها على الملح. ففي الوقت الذي يعد من غير المرجح فيه أن تتم إضافة الأعشاب البحرية التي من شأنها تغيير موازين الملح في التربة، تجد أن الديدان أيضًا لا يمكنها العيش في هذا الجو المليء بالملح. لذا، يُنصح بعملية السقاية جيدًا قبل إضافته إلى التربة للحد من محتوى الملح أو من الممكن تركه حتى يتم تحليته باستخدام مياه الأمطار. ولكن في الوقت ذاته يشار إلى أن الأعشاب البحرية المغسولة أيضًا تشكل خطرًاا جسيمًا ويرجع ذلك إلى أن الجيناتستفقد ماء المطر الموجود فيها.
إن الأعشاب البحرية، ولاسيما من النوع بلادرراك (bladderwrack) أو كيلب أو اللاميناريا، يمكن استخدامها إما على التربة باعتبارها المهاد (على الرغم من أنها سوف تتعرض إلى الكسر بسرعة كبيرة) أو من الممكن أن تضاف إلى كومة السماد، حيث تعتبر منشطًا ممتازًا. ومن حيث بنية التربة فهي لا تضيف قدرًا كبيرا من الحجم، ولكن محتواها من الجينات والذي يجعلها كالجيلي أو مادة هلامية يساعد على ربط فتات التربة معًا علمًا بأنها تحتوي على جميع العناصر الغذائية في التربة بما في ذلك (0.3% نيتروجين و0.1% فوسفور و1.0% بوتاسيوم، هذا بالإضافة إلى مجموعة كاملة من العناصر النذرة) والأحماض الأمينية. أما بالنسبة لأولئك الذين لا يستطيعون جمع الأعشاب البحرية الطازجة، فنود أن نقول لهم بأنها متوفرة تجاريا في شكل «وجبات مجففة» أو على شكل مستخلص سائل مركز يتم تنشيطه في معدلات أقل بكثير. أما بالنسبة للمنتجات التي هي على شكل «وجبات»، فهي تقتصر على استخدامات التربة ويرجع ذلك إلى سهولة ذوبانها فيها بالإضافة إلى استعمالها على الأوراق وفي منطقة الجذر وذلك من خلال خطوط تنقيط ممكنة مع مستخلصات مخصصة للذوبان.